# Engelhartszell
Engelhartszell (o Engelhartszell an der Donau) è un comune austriaco di 983 abitanti nel distretto di Schärding, in Alta Austria; ha lo status di comune mercato (Marktgemeinde). Vi è situata l'abbazia trappista di Engelszell.

## Galleria d'immagini

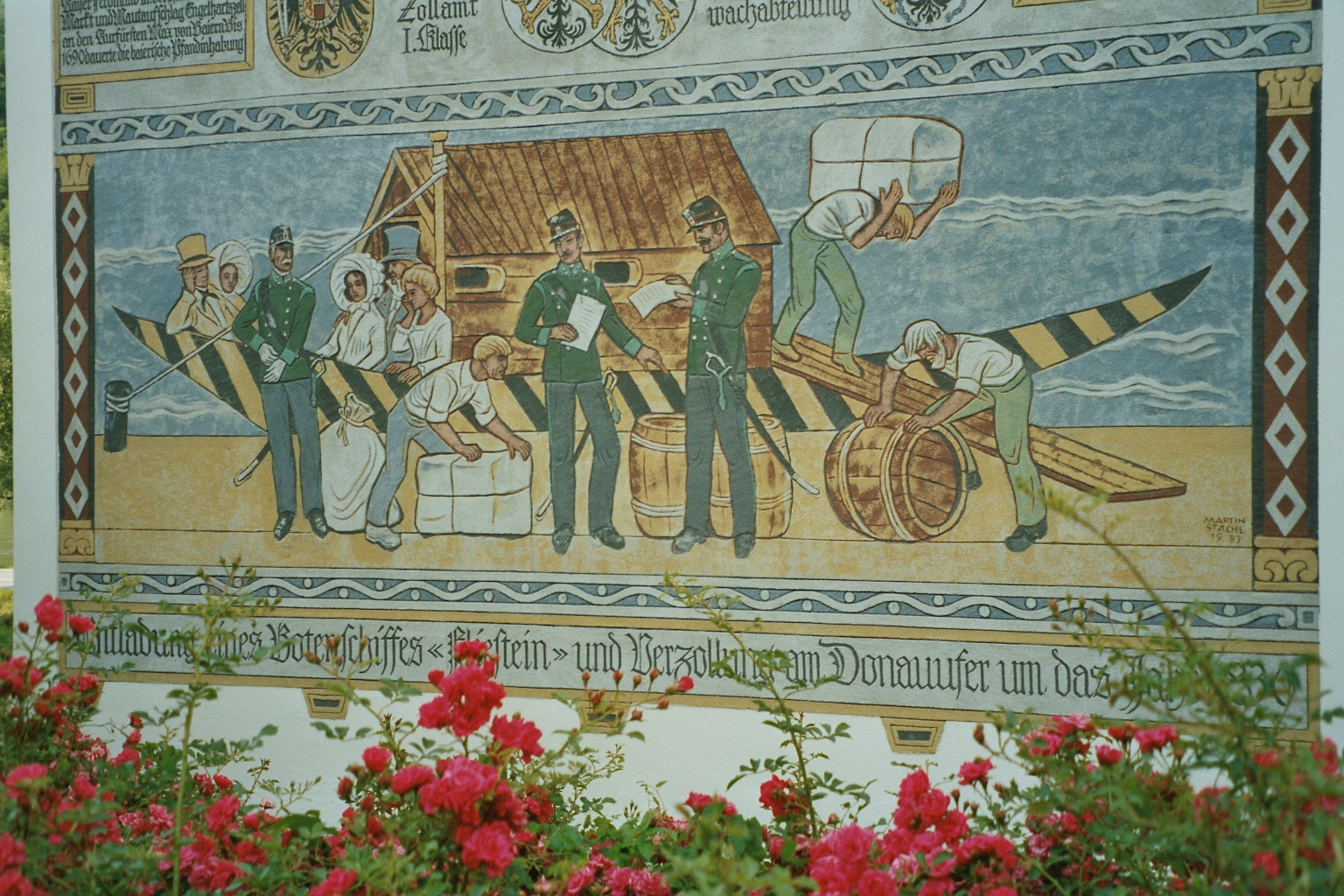
Pittura presso la casa del barcaiolo di Engelhartszell (sdoganamento intorno al 1830)
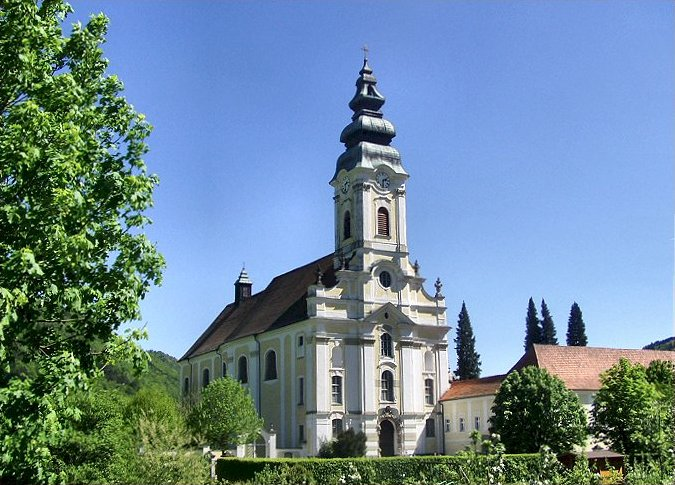
Facciata della Collegiata
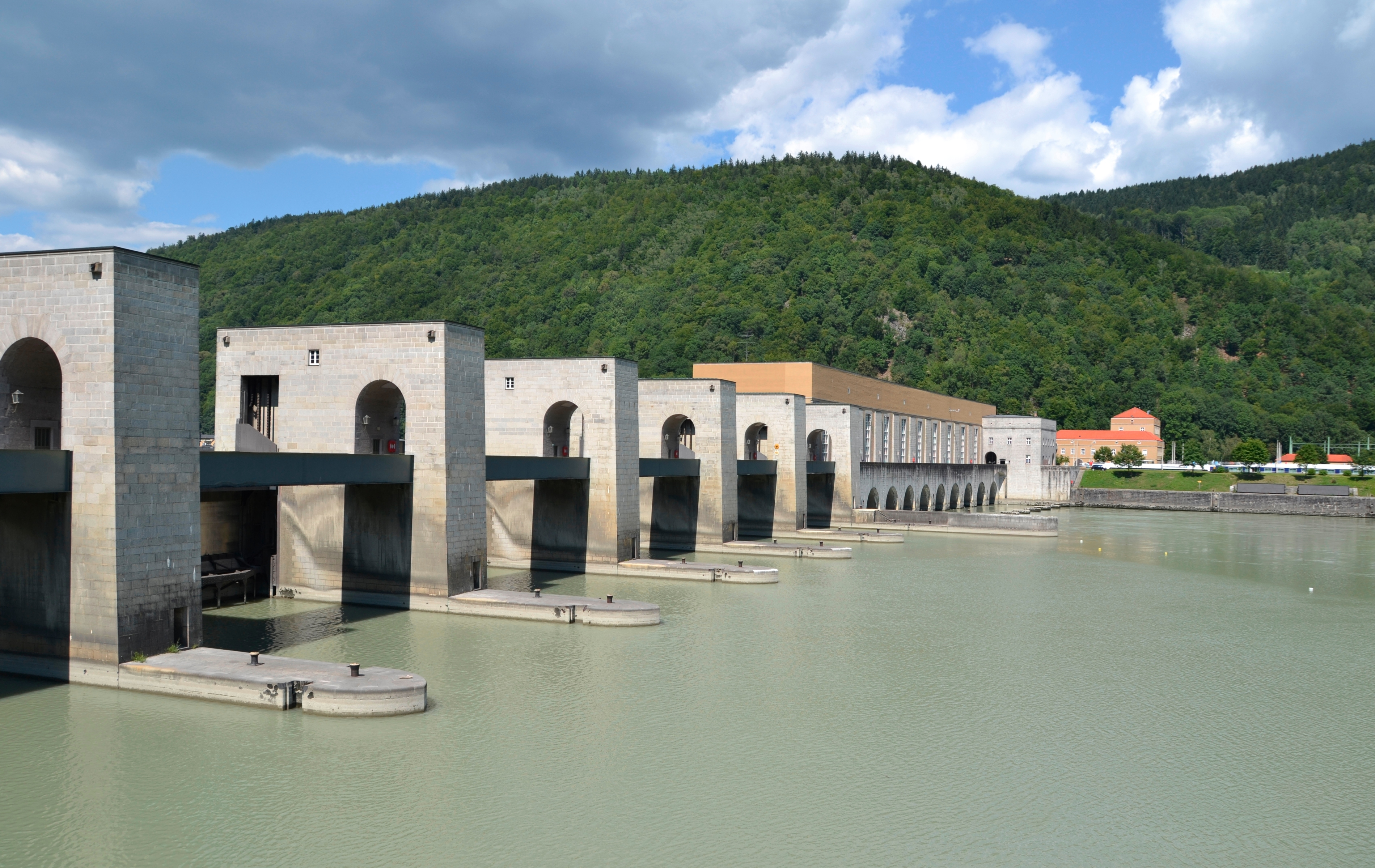
Centrale elettrica di Jochenstein